# فرانسيسكو بيريز جيل
فرانسيسكو «فران» بيريز جيل (من مواليد 16 سبتمبر 1992) هو لاعب كرة قدم إسباني، يلعب لنادي خيرونا ب، في مركز خط الوسط.

## وصلات خارجية
- فرانسيسكو بيريز جيل على موقع Soccerway.com (الإنجليزية)
- فرانسيسكو بيريز جيل على موقع AS.com (الإسبانية)

- BDFutbol profile